# یواس‌اس هالیستر (دی‌دی-۷۸۸)
یواس‌اس هالیستر (دی‌دی-۷۸۸) (به انگلیسی: USS Hollister (DD-788)) یک کشتی است که طول آن ۳۹۰ فوت ۶ اینچ (۱۱۹٫۰۲ متر) می‌باشد. این کشتی در سال ۱۹۴۵ ساخته شد.